# إنترناشيونال سوبر ستار سوكر

صورة من اللعبة بالنسخة اليابانية

إنترناشيونال سوبر ستار سوكر (بالإنجليزية: International Superstar Soccer)‏ (باليابانية: 実況ワールドサッカーパーフェクトイレブン) ، هي لعبة فيديو من نوع رياضة كرة القدم ، أنتجت كونامي سنة 1994م ، وصدرت في الأسواق اليابانية والأمريكية والأوروبية.

## محتويات اللعبة

### القوائم
يتكون خيارات القوائم في القائمة الرئيسية التالية :
- اللعب المفتوح (Open Game): ويقصد بها طور مباراة ودية ، حيث يستطيع اللاعب اختيار المواجهة إما مع الخصم (CPU) أو مع لاعب آخر.
- كأس العالمية (International Cup): وتنطق بالإنجليزية «إنترناشيونال كاب» وهي بطولة دولية مفترضة والمقصود بها كأس العالم لكرة القدم 1994 ، حيث يتمكن اختيار اللاعب أفضل 16 منتخباً وطنياً للتأهل إلى مرحلة الإقصاء من البطولة.
- دوريات العالم (World Series): هي بطولة الدوري العالمي لكرة القدم ينافس بها المنتخبات الوطنية.
- تدريب (Training): يحق للاعب اختيار طور التدريب المحددة (استحواذ على الكرة ، التمرير ، تسديدة نحو الهدف ، الدفاع).
- سيناريو (Scenario): وجب على اللاعب اختيار واحد من تسع مباريات على التوالي لحل الصعوبات في فترة الشوط الثاني ، حيث يهدف المهمة لتحقيق الفوز قبل انتهاء وقت المباراة ، وفي حال اللاعب تسبب بتعادل في المباراة أو الخسارة ستفشل المهمة.
- ركلات الترجيح أة ركلات الجزاء (Penalty Kick): يجب على اللاعب أن يسجل هدف في مرمى الحارس ولديه فرصة من 5 فرص للتسجيل وكما على الحارس أن يصد الكرة تجنباً لتسجيل الهدف.

بالإضافة إفى توفر إدخال كلمة السر (password system) ، وذلك في حال حفظ اللعبة في طور كأس العالمية و دوريات عالمية.

### المنتخبات الوطنية
تتكون اللعبة وتوفير المنتخبات حسب النسخ التالية:

#### النسخة الأجنبية
النسخة الأجنبية التي تصدر إلى أوروبا وأمريكا الشمالية ، وفرت المتنخبات التالية:
| - إيطاليا - ألمانيا - روسيا - إستونيا - إسرائيل - بلغاريا - رومانيا - سويسرا - لوكسمبورغ - بلجيكا - أيرلندا | - النرويج - البرتغال - السويد - الدنمارك - جزر فارو - فرنسا - ويلز - إسكتلندا - إنجلترا - إسبانيا - هولندا | - كوريا الجنوبية - الإمارات العربية المتحدة - الكاميرون - تونس - المغرب - مالاوي - جنوب إفريقيا - ساحل العاج - نيجيريا - الولايات المتحدة - جامايكا - المكسيك - كندا - كولومبيا - بيرو - تشيلي - بوليفيا - باراغواي - الإكوادور - البرازيل - فنزويلا - الأرجنتين - الأوروغواي |

#### النسخة اليابانية
بخلاف النسخة الأجنبية تتوفر المنتخبات القارية المحددة ، هي كالتالي:
| - إيطاليا - ألمانيا - بلغاريا - رومانيا - بلجيكا - ألبانيا - تركيا - المجر - أيرلندا - إسرائيل - السويد - فرنسا | - بريطانيا العظمى - البرتغال - إستونيا - فنلندا - لوكسمبورغ - إسبانيا - جزر فارو - هولندا - أستراليا - فانواتو - فيجي - تاهيتي - بابوا غينيا الجديدة - جزر سليمان - نيوزيلندا - العراق - البحرين - إيران - الكويت - منغوليا - كوريا الشمالية - كوريا الجنوبية - السعودية | - أفغانستان - الصين - الهند - الإمارات العربية المتحدة - تايلاند - اليابان - الكاميرون - نيجيريا - ساحل العاج - جنوب إفريقيا - رواندا - المغرب - مالاوي - مالي - توغو - مصر - الجزائر - ليبيريا - الغابون - أنغولا - إثيوبيا - بنين - غانا - كينيا - السنغال - تونس - غينيا - بوتسوانا - الولايات المتحدة - كندا - جامايكا - غرينادا - جزر البهاما - السلفادور - ترينيداد وتوباغو - أروبا - كوبا - هايتي - باربادوس - بنما - هندوراس - غواتيمالا - كوستاريكا - المكسيك - كولومبيا - البرازيل - الإكوادور - تشيلي - باراغواي - فنزويلا - الأرجنتين - بوليفيا - بيرو - الأوروغواي |